# Yuri Ilyenko
Yuriy Illienko (18 de julho de 1936 – 15 de junho de 2010) foi um cineasta e roteirista ucraniano. Dirigiu doze filmes entre 1965 e 2002. O seu filme de 1970 The White Bird Marked with Black foi inscrito no 7.º Festival Internacional de Cinema de Moscovo, onde ganhou o Prémio de Ouro.
Ilyenko foi um dos cineastas mais influentes da Ucrânia. Os seus filmes representavam a Ucrânia e o que estava a acontecer na época no país. Os seus filmes foram proibidos na URSS decido ao seu suposto simbolismo anti-soviético. Somente nos últimos anos os seus filmes foram relançados e abertos ao público.

## Biografia
Illienko nasceu em Cherkasy em 1936, mas durante a Segunda Guerra Mundial ele e a sua família foram evacuados para a Sibéria enquanto o seu pai servia no Exército Vermelho. Ele formou-se num colégio em Moscovo e em 1960 no Instituto Gerasimov de Cinematografia. De 1960 a 1963 trabalhou como director de fotografia no Yalta Film Studio. Em 1963, Illienko tornou-se operador e depois director da Dovzhenko Film Studios. O seu filme de 1965, Primavera para os sedentos (cenário de Ivan Drach) e o filme de 1968, Vechir Na Ivan Kupala, ambos foram proibidos pelas autoridades soviéticas até 1988. O seu filme de 1971, The White Bird Marked with Black, recebeu o grande prémio do Festival de Cinema de Moscovo, mas no 24.º Congresso do Partido Comunista da Ucrânia o filme foi (também) banido e classificado como "o filme mais prejudicial que já foi feito na Ucrânia, especialmente prejudicial para os jovens". O seu filme seguinte, Sonhar e viver (cenário de Ivan Mykolaichuk Illienko), foi interrompido 42 vezes em várias etapas de produção. Illienko então emigrou para a Jugoslávia, onde gravou o filme Viver apesar de tudo. O filme ganhou "Prata" no Pula Film Festival e o prémio de melhor actor. Na RSS ucraniana, o filme pôde ser apresentado. O seu filme de 1983 Lisova pisnia. Mavka ganhou o Prémio FIPRESCI. Em 1987 Illienko recebeu o título de Artista do Povo da Ucrânia. Yuriy Ilyenko criou o estúdio de cinema independente Fest-Zemlya, onde fez o primeiro filme não-estatal na Ucrânia. O seu filme de 1990 "O Lago dos Cisnes "A Zona"" ganhou novamente o Prémio FIPRESCI. Em 1991 e 1992, Illienko foi presidente da Fundação Ucraniana de Cinema. Ainda em 1991, foi agraciado com o Prémio Nacional Shevchenko. Anos mais tarde o seu documentário de 1994 sobre Serhiy Parajanov recebeu o "Cavaleiro de Ouro" no festival de cinema Cinema City. Em 1996 tornou-se membro da Academia de Artes da Ucrânia. Depois, o seu filme de 2002 A Prayer for Hetman Mazepa, foi proibido de ser alugado na Rússia.
Nas eleições parlamentares de 2007, Illienko foi colocado em segundo lugar na lista eleitoral da União de Toda a Ucrânia "Svoboda", mas naquela eleição o partido recebeu 0,76% dos votos expressos e não chegou ao parlamento.
Illienko morreu a 15 de junho de 2010 aos 74 anos, após uma longa doença provocada por cancro.

## Família
Ele era membro do Partido Comunista desde 1973, mas mudou de posição política após o fim da URSS. Ilyenko foi casado com a colega directora Liudmyla Yefymenko e teve dois filhos, Andriy Illyenko (nascido em 1987) e (também actor e produtor de cinema) Pylyp Illienko (nascido em 1977). Durante a eleição parlamentar ucraniana de 2012, Pylyp foi o n.º 122 na lista eleitoral do "Svoboda" e Andriy foi elegível como candidato pelo mesmo partido no círculo eleitoral de mandato único n.º 215; Andriy foi eleito para o parlamento e Pylyp não.